# Dragon Attack
Dragon Attack is een nummer van de Britse rockband Queen. Het komt van het album The Game en staat daarop als 2de. Het nummer werd een publieksfavoriet bij liveoptredens, maar is nooit uitgebracht op single. Het staat ook op de albums Queen Rock Montreal en Live at the Bowl. De uitgebreide liveversies zijn meestal ongeveer een minuut langer dan de studioversie.